# Betta macrostoma
Betta macrostoma è un pesce d'acqua dolce appartenente alla famiglia Osphronemidae, sottofamiglia Macropodusinae.

## Distribuzione e habitat
Questa specie è diffusa nelle acque dolci del Borneo, dove abita acque stagnanti poco profonde a fondo argilloso ai lati dei fiumi ma è anche diffuso nelle acque intorno alle cascate, con temperature comprese tra i 24-26 °C.

## Descrizione
Il corpo è tipico del genere Betta, allungato e piuttosto cilindrico, con bocca carnosa rivolta verso l'altro e occhi piccoli. La pinna dorsale, le pettorali e la pinna caudale sono arrotondate. La livrea è molto interessante e con uno spiccato dimorfismo sessuale: il maschio presenta fronte verdastra con testa nera, decorata da una macchia rosso vivo. Il corpo è rosso vivo, con riflessi arancioni e due linee orizzontali brune, non sempre visibili. Le pinne ventrali sono scure, la dorsale è rossa puntinata di bianco, nero e orlata di bianco. La pinna anale è rossa orlata di scuro, la coda presenta una banda nera, una rossa e chiazze chiare ed è orlata di nero. La femmina ha una livrea ben più smorta: il corpo è color sabbia, con riflessi rossi. Il dorso è più scuro. Dalla testa partono due linee brune orizzontali terminanti al peduncolo caudale. Le pinne sono semitrasparenti, rossastre.

Le dimensioni si attestano sui 6,5 cm.

## Riproduzione
Una volta effettuata la riproduzione, i maschi di  Betta macrostoma incubano le uova direttamente in bocca per una dozzina di giorni.

## Acquariofilia
A differenza del "cugino" Betta splendens, questa specie è poco diffusa in acquariofilia, ma allevata soprattutto da appassionati.